# Slaget vid Öland (1563)
Slaget vid Öland var ett sjöslag mellan Danmark/Lübeck och Sverige utanför Ölands östra kust 11 september 1563.
Efter den formella krigsförklaringen mellan Sverige och Danmark/Lübeck gick den Svenska flottan med 18 skepp under befäl av Jakob Bagge och Knut Haraldsson Soop ut för att möta den dansk-lübska flottan. Svenska flottan gjorde en landstigning på Gotland, men gick ut sedan man observerat den förenade flottan som bestod av 27 danska skepp med Peder Skram och 6 lübska under befäl av Friedrich Knebel. Den 11 september råkade flottorna i strid, och stred fram till kvällen. Båda flottorna hade dock utan att förlora några skepp lidit sådana skador, att den svenska drog sig tillbaka till Älvsnabben och den danska till Öresund för reparationer. Den danske underamiralen Frans Bilde hörde till de stupade. 
Erik XIV var mycket missnöjd med Jakob Bagges insatser och hotade att föra amiralen i fisksumpar och annan forderskap till Stockholm att svara för sitt agerande. Någon bestraffning blev det dock inte fråga om.